# Mügelsbergschule
Die Mügelsbergschule ist eine Berufsschule auf dem Mügelsberg in Saarbrücken-St. Johann. Sie beherbergt das Technisch-Gewerbliche Berufsbildungszentrum  (TGBBZ I & II) und ist somit das größte Berufsbildungszentrum im Regionalverband Saarbrücken. Das Ensemble mit sechs Gebäuden steht unter Denkmalschutz.
Die Mügelsbergschule wurde zwischen 1952 und 1962 nach Plänen des Stadtbaudirektors Peter Paul Seeberger als damals größter Schulhausneubau der Stadt erbaut. Die 4–5-geschossigen Gebäude fallen durch große, zeittypische Glasfassaden auf und sind teilweise mit Wandelgängen miteinander verbunden.
In Form von Terrassen und Treppen gleicht die Anlage einen Höhenunterschied des Baugeländes von 12,5 Metern aus.

## Trivia
Die Funkstation auf dem Dach war 2013–2018 Drehort diverser saarländischer Tatort-Folgen als Wohnung von Kommissar Stellbrink, gespielt von Devid Striesow.